# George English Greene
George English Greene III (* 4. März 1943 in Mobile, Alabama; † 14. April 2022 in München) war ein US-amerikanischer Jazz- und Bluesmusiker (Schlagzeug, Gesang).

## Leben und Wirken
Greene startete seine musikalische Karriere mit neun Jahren. In der Highschool-Zeit trat er mit Klassenkameraden in der Gruppe Heartbreakers überregional auf. Anfang der 1960er Jahre kam er als Zeitsoldat nach Augsburg, wo er in der 24th Division Band tätig war. Daneben trat er auch in anderen Bands auf; unter anderem spielte er mit der Gruppe Niagara um Klaus Weiss und mit Jimmy Jacksons Haboob.
Nach der Beendigung des Militärdienstes 1973 arbeitete er als Studiomusiker und als Hausschlagzeuger im Jazzclub Domicil, unter anderem mit Robin Kenyatta, Mal Waldron oder Don Menza. Auch gehörte er zum Trio von Ken Rhodes. Mit Max Greger junior gründete er Mitte der 1970er Jahre die Hotline Band, die er später weiterführte.  Nach dem Informatikstudium an der University of Maryland (1979–1982) kam er wieder nach Deutschland zurück, wo er mit durchreisenden Stars wie  Solomon Burke, Nina Simone, Ray Charles, George Benson, Dorothy Hightower, The Stars of Faith, The Barrett Sisters oder Chuck Berry auftrat. Mit seiner Hotlineband verzeichnete er einige Fernsehauftritte und nahm zwei Alben auf. 2019 zog er sich von der Bühne zurück. Er ist auch auf Tonträgern von Veit Marvos, Willy Michl und Al Copley zu hören.

## Diskographische Hinweise
- Niagara (Liberty/United Artists 1971, mit Klaus Weiss, Joe Harris, Cotch Blackmon, Keith Forsey, Juan Romero, Udo Lindenberg, Daniel Fichelscher)
- Haboob (HörZu Black Label 1971, mit Jimmy Jackson, William Powell)
- Ken Rhodes Profile (Amayana 1974, mit Rocky Knauer)
- Take It or Leave It